# نکه خورد
نکه خورد (به انگلیسی: Nakka Khurd) یک روستا در پاکستان است که در ناحیه جهلم واقع شده‌است.